# Протасов, Константин Георгиевич
Константин Георгиевич Протасов — советский хозяйственный, государственный и политический деятель.

## Биография
Родился в 1903 году в Саратове. Член КПСС.
Участник Гражданской войны. С 1922 года — на хозяйственной, общественной и политической работе. В 1922—1975 гг. — участник оказания помощи голодающим Поволжья, студент рабфака при Саратовском университете, студент Петроградского института гражданских инженеров, мостового отделения сухопутного факультета Петроградского института инженеров путей сообщения, инженер по изысканиям железнодорожной линии Пашенная-Букачага в Забайкалье, аспирант Ленинградского института инженеров железнодорожного транспорта, ассистент, доцент кафедры «Мосты», заведующий кафедрой «Статика сооружений и конструкций», заведующий кафедры мостов ЛИИЖТ, директор Научно-исследовательского института мостов, начальник Ленинградского института инженеров железнодорожного транспорта, заведующий кафедрой мостов ЛИИЖТ.

Могила Протасова на Серафимовском кладбище Санкт-Петербурга.

Умер в Ленинграде в 1975 году.